# Hollow Knight: Silksong
Hollow Knight: Silksong — будущая компьютерная игра в жанре метроидвании, разрабатываемая студией Team Cherry для Windows, macOS, Linux, Nintendo Switch, Nintendo Switch 2, Xbox Series X/S, PlayStation 4 и PlayStation 5. Игра была первоначально анонсирована 14 февраля 2019 года как продолжение игры Hollow Knight.
2 апреля 2025 года в рамках Nintendo Direct было объявлено, что Hollow Knight: Silksong выйдет в 2025 году.

## Игровой процесс
Hollow Knight: Silksong является 2D-игрой в жанре метроидвании, действие которой происходит в увядающем королевстве, населённом жуками.
Геймплей во многом похож на своего предшественника, с упором на скорость, бой и платформинг. Игрок управляет Хорнет, инсектоидным существом, использующей иглу для борьбы с врагами. Хорнет многократно появлялась в первой части в качестве босса и является сестрой протагониста оригинальной игры. Планируется, что в игре будет более 165 видов врагов. Также в игре будут дружественно настроенные неигровые персонажи, у которых можно будет взять задания из четырёх категорий: Hunt, Gather, Wayfarer и Grand Hunt. Вместо магии Хорнет использует различные инструменты и ловушки, которые собирает самостоятельно. Для здоровья восстановления Хорнет использует шёлк.
В игре будет дополнительный режим сложности с перманентной смертью под названием «режим шёлковой души», аналогичный «режиму стальной души» в Hollow Knight.

## Разработка
Изначально Хорнет была запланирована в качестве второго игрового персонажа для Hollow Knight. Её планировалось включить в DLC, анонсированное в качестве дополнительной цели кампании игры на Kickstarter. Однако по мере увеличения масштабов проекта Team Cherry решила расширить DLC до полноценного сиквела. Hollow Knight: Silksong была анонсирована 14 февраля 2019 года в трейлере и видео-дневнике разработчиков, в котором содержалась дополнительная информация об игре.
Разработчики рассказали больше информации об игре в марте 2019 года, поделившись описаниями и изображениями персонажей, которые появятся в игре. Они также поблагодарили поклонников игры за поддержку в связи с анонсом сиквела. На выставке E3 2019 Team Cherry представила 16-минутную демонстрацию игры, в которой были представлены две новые области: Deep Docks и Moss Grotto. В феврале 2022 года в статье для PC Gamer содиректор Team Cherry Уильям Пеллен подтвердил, что игра все ещё находится в разработке, несмотря на отсутствие новой информации об игре с декабря 2019 года, и сказал, что более подробная информация об игре будет раскрыта по мере приближения к релизу.
12 июня 2022 года на Xbox & Bethesda Games Showcase 2022 был представлен новый трейлер игры, в котором говорилось, что игра будет добавлена в Xbox Game Pass с момента выпуска. Хотя официальная дата выпуска не была объявлена, Twitter-аккаунт Xbox подтвердил, что игра будет доступна в течение следующих 12 месяцев, до 12 июня 2023 года. В сентябре 2022 года аккаунт PlayStation в Twitter подтвердил, что игра будет доступна и для консолей PlayStation 4 и PlayStation 5.
10 мая 2023 года Team Cherry объявили о переносе выпуска игры с первой половины 2023 года на неопределённый срок. По словам разработчиков, игра получается очень масштабной и им нужно больше времени на её доработку.
В январе 2025 года, отвечая на слухи, распространявшиеся в социальных сетях, Гриффин заявил, что игра по-прежнему находится в активной разработке и планируется к выпуску. 2 апреля 2025 года в рамках презентации Nintendo Direct, посвящённой новой консоли Nintendo Switch 2, Silksong была продемонстрирована в трейлере, анонсирующем выход игры в 2025 году.